# プラス+プラス
プラス+プラス（ぷらすぷらすぷらす）は、2007年9月5日から2009年9月28日まで超!A&G+で放送されていたラジオ番組。第1期と第2期に分かれており、パーソナリティは、第1期が日置秀馬、河本啓佑、粕谷雄太の3人。第2期が岡本寛志、安西英美、赤羽根健治の3人。いずれも青二プロダクションのジュニア所属である。

## 放送概要

### パーソナリティ
第1期（2007年9月5日 - 2008年9月）
- 日置秀馬
- 河本啓佑
- 粕谷雄太

第2期（2008年9月30日 - 2009年9月28日）
- 岡本寛志
- 安西英美
- 赤羽根健治

### 放送時間
- 2007年9月5日 - 2008年1月2日

水曜日 19:00 - 20:00（リピート放送：水曜日 24:00 - 25:00、木曜日 9:00 - 10:00、14:00 - 15:00、日曜日 23:00 - 24:00、月曜日 13:00 - 14:00）
- 2008年1月8日 - 4月1日

火曜日 19:00 - 20:00（リピート放送：火曜日 24:00 - 25:00、水曜日 9:00 - 10:00、14:00 - 15:00、日曜日 22:00 - 23:00、月曜日 13:00 - 14:00）
- 2008年4月8日 - 9月30日

火曜日 20:00 - 21:00（リピート放送：水曜日 10:00 - 11:00、月曜日 14:00 - 15:00）
- 2008年10月7日 - 2009年3月31日

火曜日 20:00 - 21:00（リピート放送：水曜日 10:00 - 11:00）
- 2009年4月6日 - 9月28日

月曜日 23:00 - 24:00（リピート放送：火曜日 11:00 - 12:00）
超!アニメロ（ニコニコ動画経由での配信）
- 2008年10月14日 - 2009年4月14日

隔週火曜日 19:00更新（超!A&G+より14日遅れ）

## コーナー
第1期（2007年9月5日 - 2008年9月）
- メッセージプラス
- リスペクトレコード
- 練習してきます
  - 粕谷のチャレンジ企画。
- 解決日置クッキング
  - ある状況で役立つ料理のレシピを提案する。
- 目指せ都会派 東京検定
  - 東京に関する検定試験を行う。

第2期（2008年9月30日 - 2009年9月28日）
特にコーナーはなく、全編フリートークが基本となっているが、以下のような企画を行っている
- OPトーク

番組を盛り上げるべく番組冒頭でOP（おっぱい）にまつわるメールを紹介する
- ○○にあうアニソン決定戦

毎回様々なテーマにあうアニソンをパーソナリティの３人やリスナーが選曲し、
その中から一番合うアニソンを決定する
放送された○○にあうアニソン決定戦は「お花見にあうアニソン決定戦」「夏にあうアニソン決定戦」「スゥイーツにあうアニソン決定戦」などがあった。
- おか散歩

ちい散歩好きの岡本が毎回街へ散歩に出かける。
放送されたおか散歩の放送リスト
第1回:上野
第2回:聖蹟桜ヶ丘
※ともに岡本が散歩へ行く前に徳重洋子が「徳重洋子の超!A&Gミュージック+TV」（2009年3月-9月）の「突撃!東京レポート」で取材していた場所である。
- 他の超!A&G+おすすめ番組

リスナーお勧めの超!A&G+で放送されている番組を紹介する。
紹介した超!A&G+番組に番宣を兼ねてゲスト出演することもある(過去に「森永理科のアウトローラジオ」にゲスト出演した)

## エピソード
- 第1期時代は番組の出張公開生放送や公開録音を行なうほどの人気があった。（2008年3月29日の「東京国際アニメフェア2008超!ステーション」にてこの模様は会場から公開生放送されていたなど。）
- 第2期第5回（2008年11月25日更新）より動画つき配信番組となっている。また同回からは文化放送の会議室に特設のスタジオを設けて収録されている。
- 第2期最終回（2009年9月28日更新）は翌週のリピート放送がなかった。
- 番組宛へのお便り・メールでの投稿は郵便はがきとメールアドレスで募集していたが、第2期に入った途端、はがきやメールの量が急激に減少し、番宣CMを流すなどで常連リスナーの確保を目指していたが、2009年9月28日をもって放送終了となった。
- 第1期→第2期の2009年3月までは直前番組の「飯塚雅弓の超ラジ!」（2007年9月 - 2008年1月2日）→「吉野裕行の超ラジ!」（2008年1月8日 - 2009年3月31日）の番組内CM枠で掛け合いトークの入った番宣20秒CMが毎回流されていた（ただし、2008年12月30日のように直前番組のさらに手前のCM60秒スポットで一括に放送されていたケースもあった）。
- 2009年4月以降はワイド番組内のCM枠やスポットCMで流されていたが、最終回の番宣CMは制作されなかった。
- 第1期終了から2年後の2010年9月28日、第1期パーソナリティーの日置・河本・粕谷の3人が同日放送の「吉野裕行の超ラジ!」最終回に、ゲストとして登場。同番組のパーソナリティーである吉野裕行とそれぞれの番組に関する思い出話を繰り広げた。ちなみにこの日は、吉野が「超ラジ!」火曜日のコーナーである「クッククイズ-あの時の超ラジ!-（2ndシーズン）」で50ポイントを達成したため、その時のご褒美として用意されたものである。